# Uruçuí
Uruçuí là một đô thị thuộc bang Piauí, Brasil. Đô thị này có diện tích 8452,025 km², dân số năm 2007 là 18966 người, mật độ 2,24 người/km².